# Borisav Jović
Pour les articles homonymes, voir Jović (homonymie).
Borisav Jović (en serbe cyrillique : Борисав Јовић), né le 19 octobre 1928 à Nikšić et mort le 13 septembre 2021 à Belgrade, est un homme politique communiste serbe, qui fut un représentant serbe dans la présidence collective de la république fédérative socialiste de Yougoslavie à la fin des années 1980 et au début des années 1990. 
Il préside la république fédérative socialiste de Yougoslavie entre le 15 mai 1990 et le 15 mai 1991.

## Biographie
Borisav Jović est diplômé de la faculté d’économie de l’université de Belgrade.

### Mort
Borisav Jović meurt le 13 septembre 2021 des suites de la Covid-19 à Belgrade.